# نبرد رود پلاته (فیلم)
نبرد رود پلاته (انگلیسی: The Battle of the River Plate) فیلمی به کارگردانی مایکل پاول و امریک پرسبرگر است که در سال ۱۹۵۶ منتشر شد.

## بازیگران
- آنتونی کوایلی
- پیتر فینچ
- ایان هانتر
- برنارد لی
- ویلیام اسکوایر
- کریستوفر لی
- جان شلزینجر
- دونالد موفات
- اندرو کروکشنک
- آنتونی بوشل